# Rouen (Cannan)

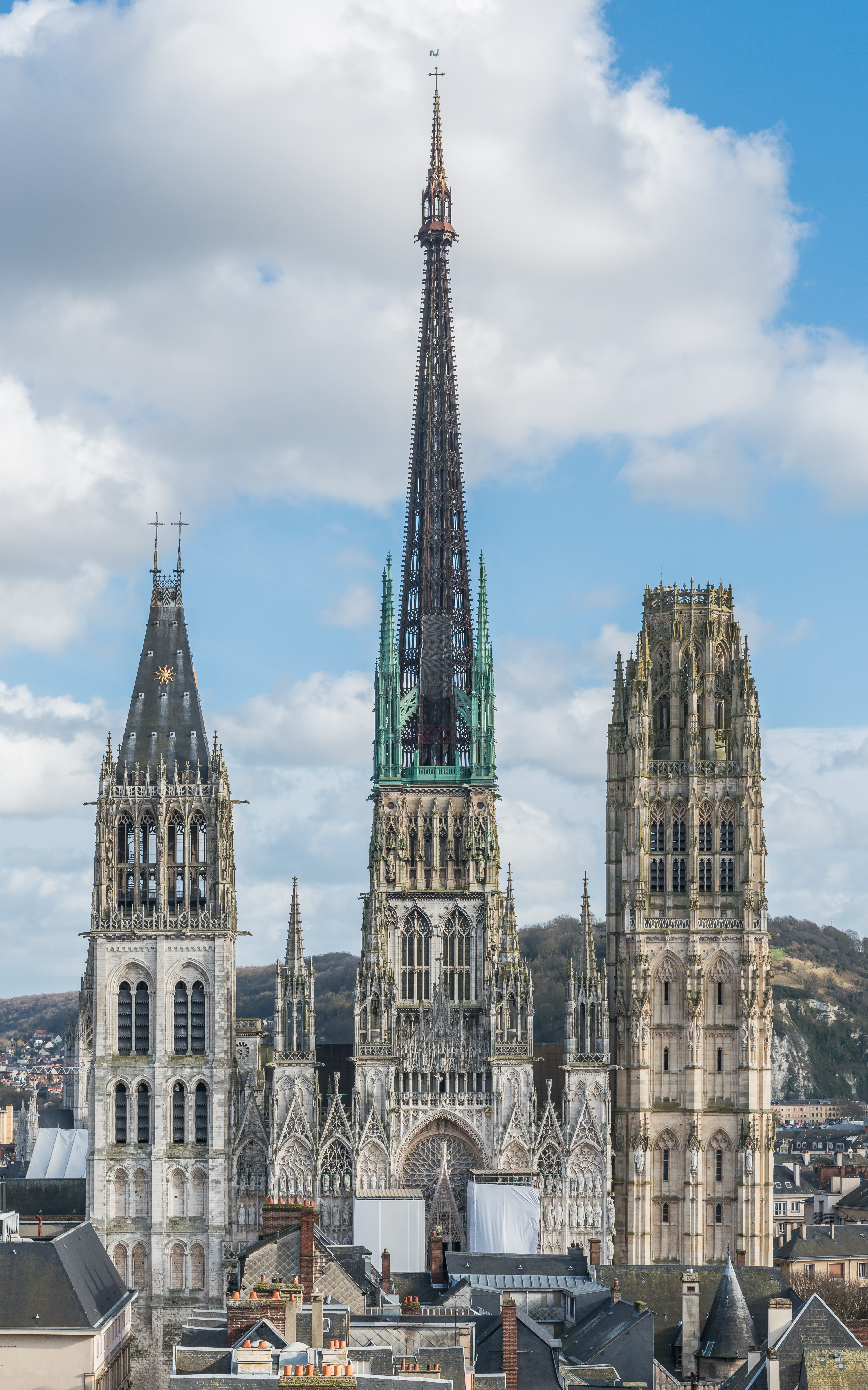
Gotycka katedra w Rouen

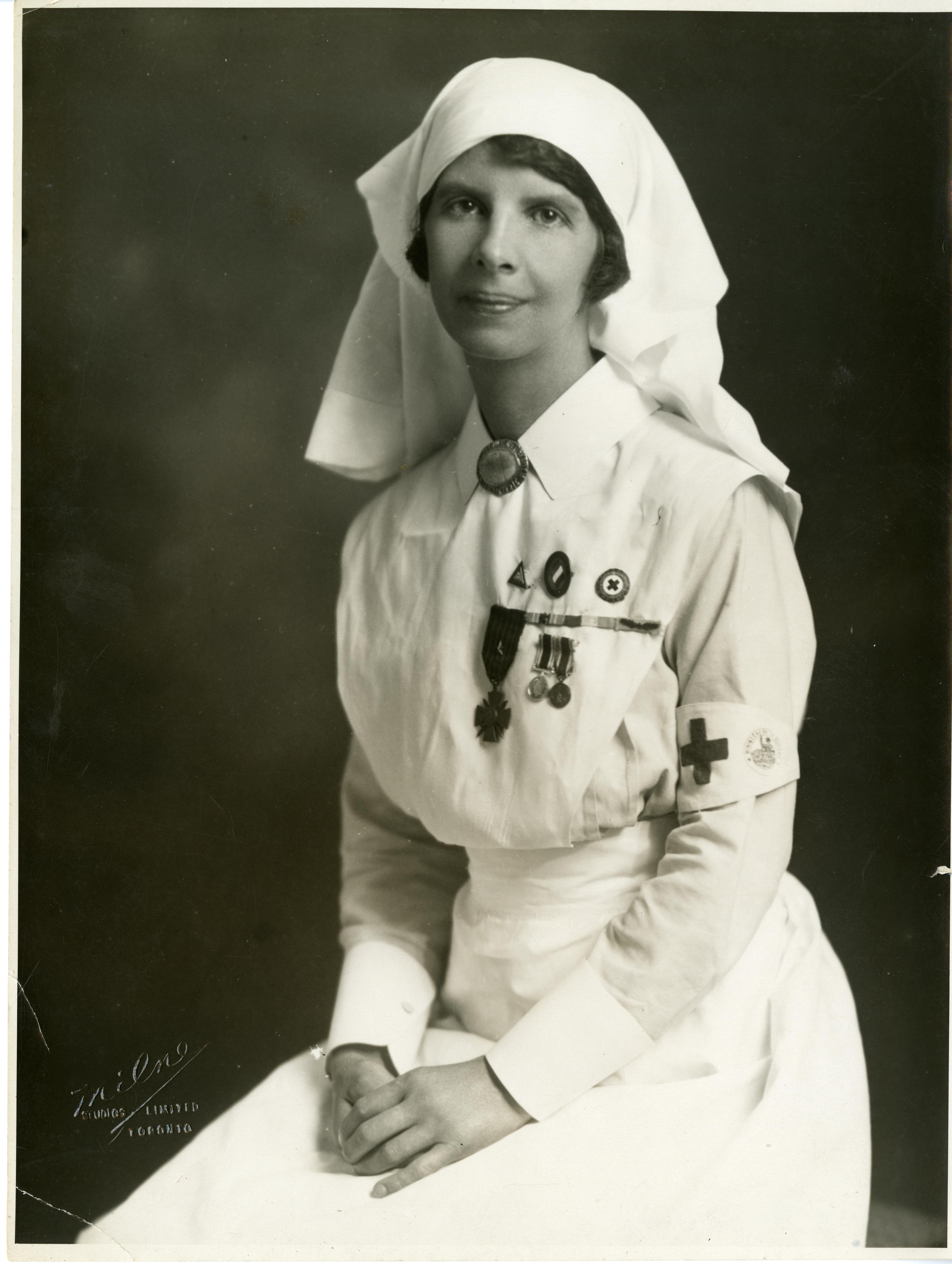
Kanadyjska pielęgniarka Madeleine Jaffray, jedna z wielu kobiet niosących pomoc medyczną w czasie I wojny światowej

Rouen – wiersz angielskiej poetki May Wedderburn Cannan, należący do jej najpopularniejszych wierszy, będący zapisem przeżyć z czasów I wojny światowej, kiedy to poetka (wykwalifikowana pielęgniarka Czerwonego Krzyża) służyła jako wolontariuszka we Francji. Wiersz został opublikowany w tomiku In War Time, wydanym w 1917. Utwór został włączony przez Philipa Larkina do antologii The Oxford Book of Twentieth Century English Verse. Wiersz składa się z trzynastu strof czterowersowych. Został opatrzony datami April 26 — May 25, 1915 (26 kwietnia – 25 maja 1915). Muzykę do omawianego wiersza skomponował Chris O'Hara.